# Статуя Вінстона Черчилля (Парламентська площа)
Статуя Вінстона Черчилля на Парламентській площі в Лондоні (англ. Statue of Winston Churchill, Parliament Square) — бронзова скульптура колишнього британського прем'єр-міністра Вінстона Черчилля, створена Айвором Робертс-Джонсом.
Вона розташована на тому місці, яке Черчилль у 1950-х роках назвав «тим, де стоятиме моя статуя». Відкриття відбулося в 1973 році — статую урочисто відкрила його дружина, Клементайн, баронеса Спенсер-Черчилль, на церемонії, в якій взяли участь чинний прем'єр-міністр та четверо колишніх прем'єрів, а королева Єлизавета II виголосила промову.
Ця статуя є однією з дванадцяти скульптур, що розташовані на Парламентській площі або навколо неї, більшість з яких зображують відомих державних діячів.

## Опис
Статуя має висоту 3,7 м і виготовлена з бронзи. Скульптор — Айвор Робертс-Джонс. Вона встановлена на головній зеленій частині Парламентської площі, навпроти Вестмінстерського палацу. За деякими джерелами, художник Кіффін Вільямс, друг Робертс-Джонса, виступив моделлю для Черчилля.
Статуя зображує Вінстона Черчилля, який стоїть, спираючись рукою на тростину та одягнений у шинель. Його поза базується на відомій фотографії, на якій Черчилль інспектує Палату громад після її знищення під час бомбардування в ніч з 10 на 11 травня 1941 року. Постамент має висоту 2,4 м і на ньому великими літерами викарбувано напис «CHURCHILL». У 1970-х роках відхилена пропозиція встановити на голові статуї шпильки, які мали б завадити диким птахам сідати на неї.
Під час процесу створення статуї Комітет із встановлення статуї Черчилля висловлював занепокоєння тим, що образ надто схожий на італійського фашистського лідера Беніто Муссоліні. Коли голова ще була відлита лише з гіпсу, у звіті зазначалося: «На цьому етапі голова безсумнівно нагадує Черчилля, але, можливо, не зовсім того Черчилля в розквіті його кар'єри. Щоки, очі, лоб і верхівка голови потребують доопрацювання. Я сказав пану Робертс-Джонсу, що вище очей мені здається, що я дивлюсь на Муссоліні». Робертс-Джонс погодився змінити скульптуру, зменшивши куполоподібну частину голови, щоб знизити лоб.
Джо Вітлок Бланделл і Роджер Гадсон у своєму дослідженні статуй Лондона «The Immortals» негативно порівнюють роботу Робертс-Джонса над пальтом із тим, як Чарльз Сарджент Джаггер зобразив піхотинців у пам'ятниках Великої Західної залізниці та Королівської артилерії, і зазначають, що згорблені плечі Черчилля надають йому надмірної «черепахоподібности».

## Історія

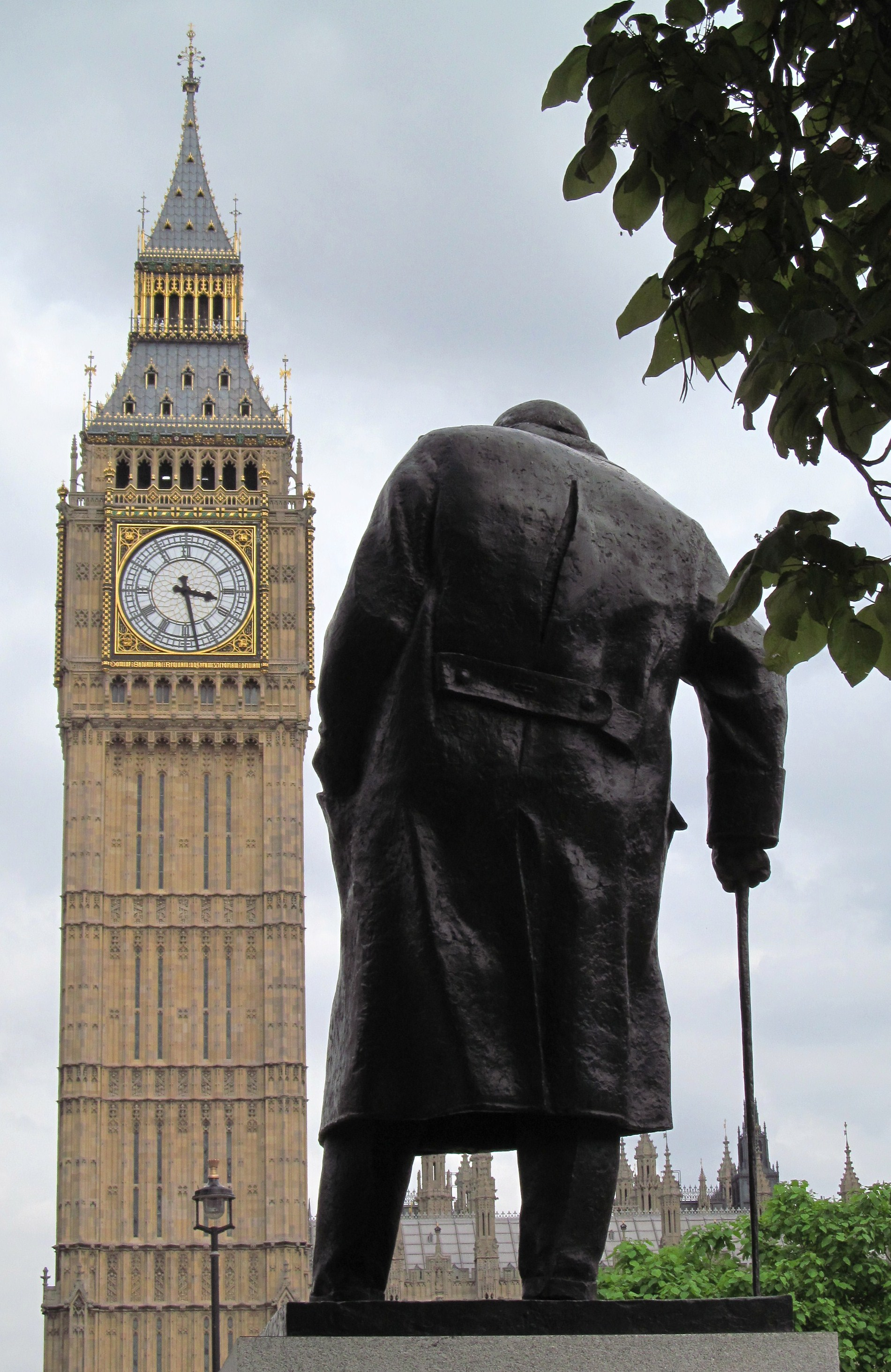
Статуя виходить на будівлю парламенту

У 1950-х роках Девід Еклз, на той час міністр з питань робіт, показав Вінстону Черчиллю плани реконструкції Парламентської площі. Черчилль намалював коло в північно-східному куті й заявив: «Ось тут стоятиме моя статуя». Статую, яку зрештою встановили, вперше запропонував Джон Тілні, член парламенту від Ліверпуль Вейвертрі, у своєму запиті в парламенті 1968 року. Первинні оцінки ініціаторів збору коштів на встановлення статуї Вінстона Черчилля визначали вартість проєкту на рівні 30 000 фунтів стерлінгів. Серед спонсорів кампанії були Едвард Гіт, Луїс Маунтбеттен, лорд Портал і баронеса Елліот. Сума в 32 000 фунтів зібрана завдяки внескам 4 500 осіб, імена яких внесено в книгу, передану до бібліотеки в Чартвеллі на день народження Черчилля — 30 листопада 1973 року. Статую відлили на ливарному заводі Meridian Foundry у Пекем Рай, Лондон.
Статую відкрили 1 листопада 1973 року — це зробила Клементайн, баронеса Спенсер-Черчилль, вдова Вінстона Черчилля. Королева Єлизавета II відмовилась відкривати статую особисто, вважаючи, що це має зробити леді Спенсер-Черчилль, однак сама королева була присутня на церемонії та виголосила промову, у якій згадала, що Черчилль відмовився від титулу герцога, бо хотів провести решту життя в Палаті громад. Статую вкривали прапори Сполученого Королівства, які знято потягуванням за шнур. На відкритті також були присутні Королева-мати, члени родини Черчилля з чотирьох поколінь, чинний прем'єр-міністр Едвард Гіт та четверо колишніх прем'єрів. Оркестр Королівської морської піхоти виконав декілька улюблених музичних творів Черчилля.
У 2008 році статую внесли до списку пам’яток, що охороняються, зі статусом Grade II.
Анімація статуї увійшла до короткометражного фільму «Happy and Glorious», створеного для церемонії відкриття Літніх Олімпійських ігор 2012 року.
Статую неодноразово псували під час протестів на Парламентській площі. У 2000 році, під час першотравневої акції протесту, статую облили червоною фарбою, щоб створити ефект крові, яка капає з рота, а на голову поклали шматок дерну, який надавав їй вигляду ірокеза або панк-зачіски. У червні 2020 року, під час протестів, спричинених вбивством Джорджа Флойда, на статую двічі поспіль нанесли графіті, зокрема після напису «Churchill» з'явились слова «was a racist» («був расистом»). У зв'язку з цим статую тимчасово накрили, щоб запобігти подальшому вандалізму. Ряд пам'ятників по всій країні, включно зі статуєю Черчилля, стали предметом обговорення — чи мають вони залишатися на публічному огляді, і якщо так, то на яких умовах. У жовтні 2020 року Бенджамін Кларк оштрафований на 200 фунтів і зобов'язаний виплатити 1 200 фунтів компенсації за пошкодження пам'ятника.

## Копії та пов'язані статуї
Копію статуї з Парламентської площі відкрили у 1999 році на площі Вінстона Черчилля в Празі, Чехія, біля Університету економіки у районі Жижков. Її зліпили безпосередньо з оригіналу, а потім відлили в бронзі.
Фіброволоконна копія розташована на кампусі Австралійського національного університету в Канберрі. Вона привезена до Австралії у 1975 році, спочатку встановлена в саду внутрішнього двору будівлі Churchill House у 1985 році, а після 1992 року перенесена на нинішнє місце в районі Ектон.

Також існують варіації статуй Черчилля роботи Айвора Робертс-Джонса на площі Соллі в «англійському кварталі» Осло, Норвегія, та на вулиці British Place у Новому Орлеані, США. Як і оригінал на Парламентській площі, статуї в Празі, Осло та Новому Орлеані відлито в Лондоні на ливарні Meridian Foundry.

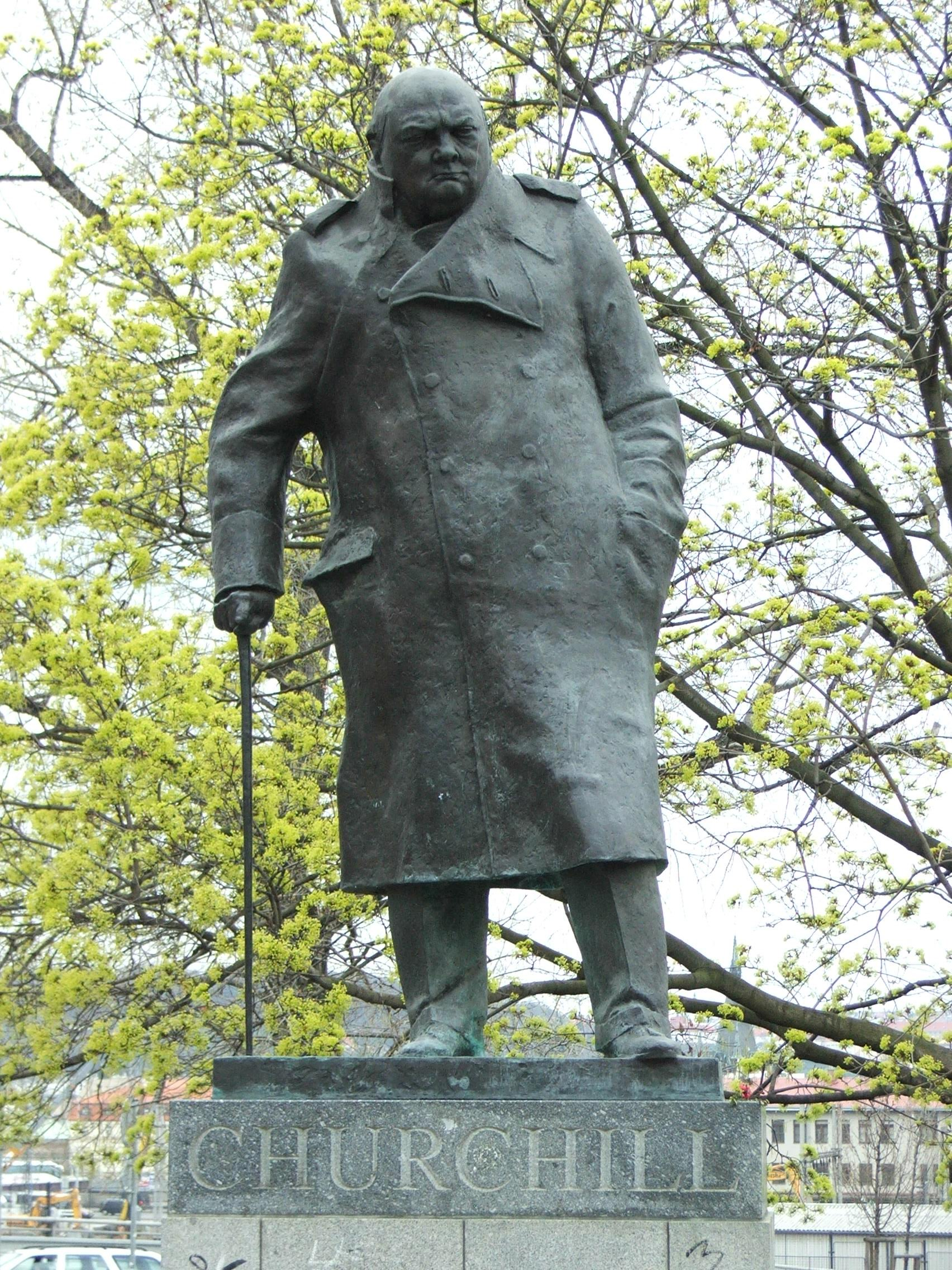
Статуя у Празі
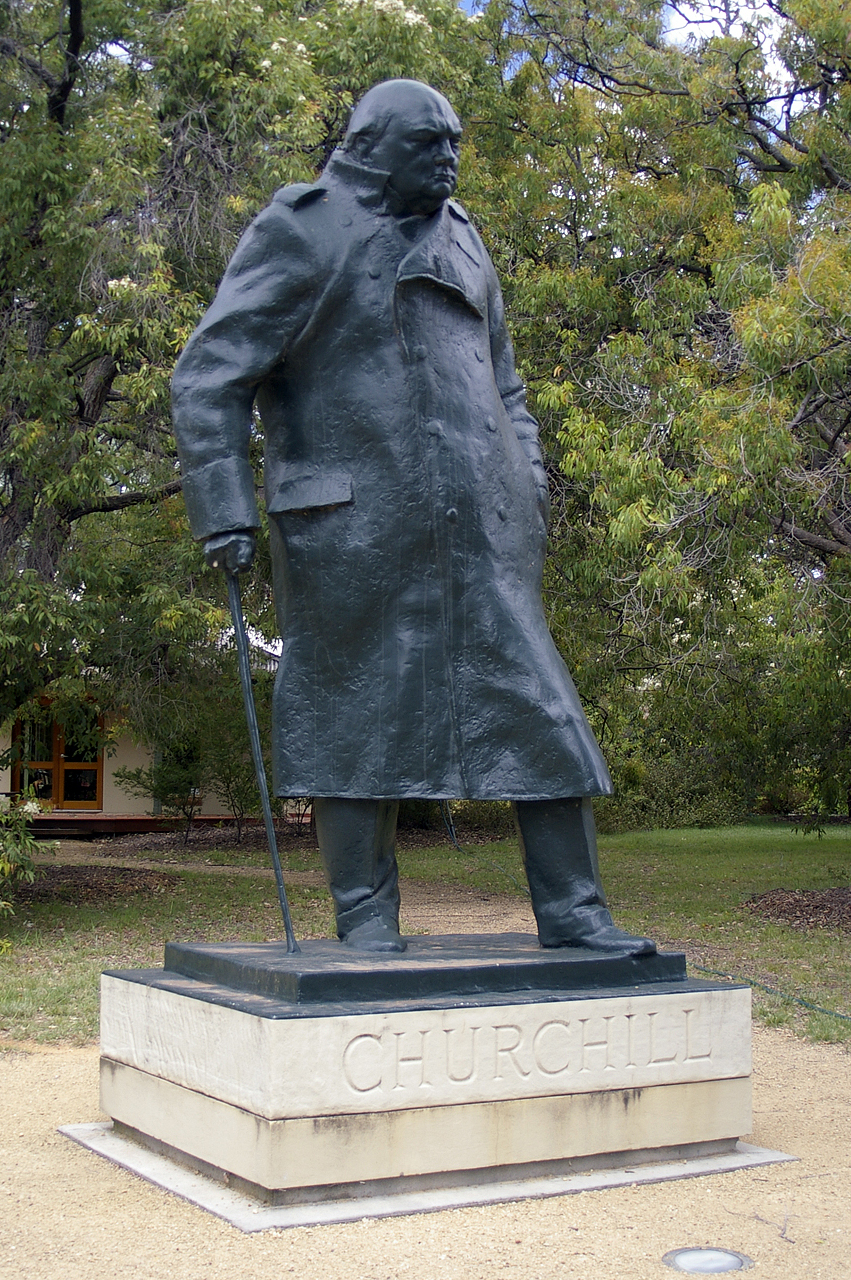
Статуя у Канберрі
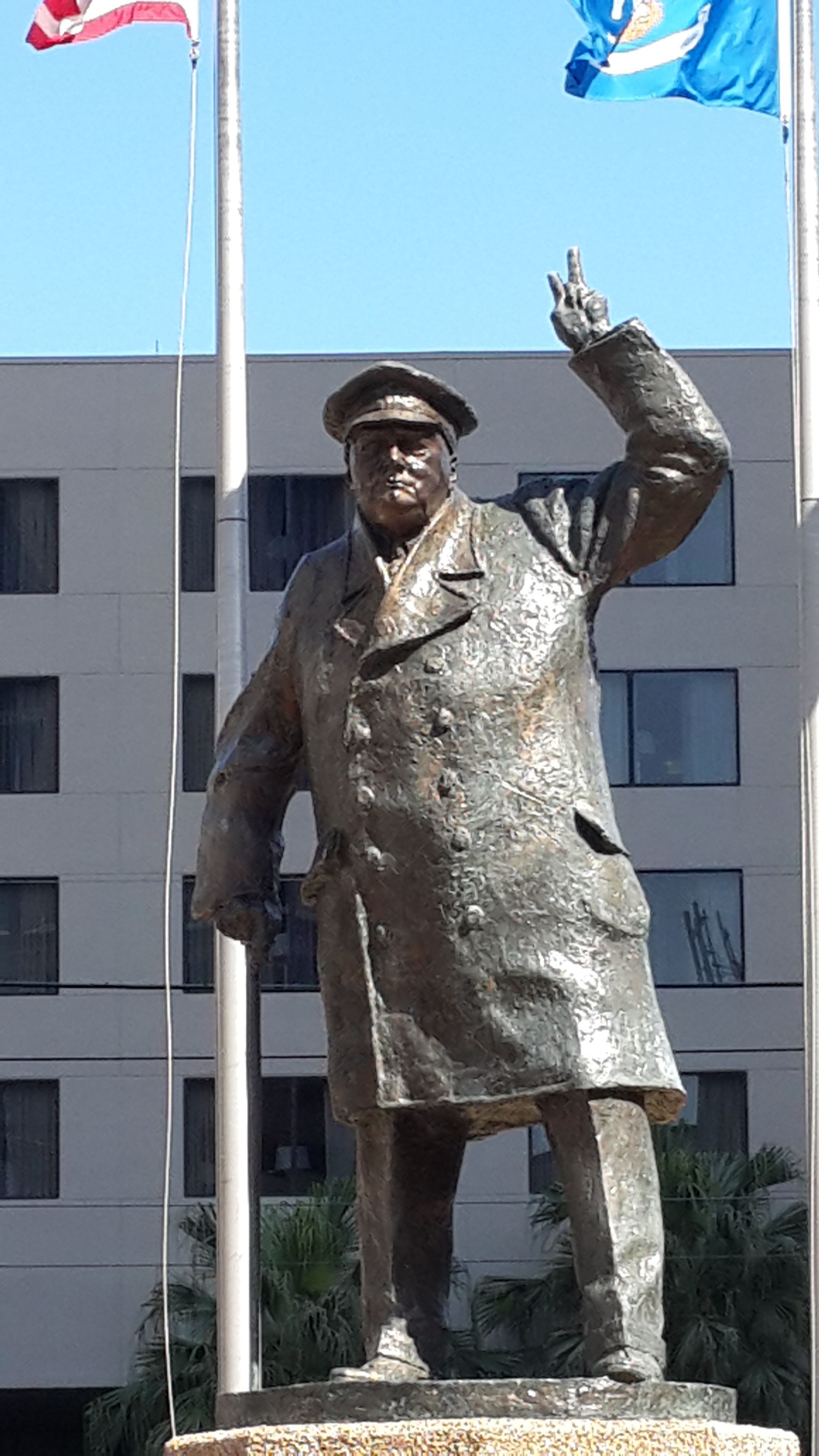
Статуя в Новому Орлеані